# Мроя
Мроя (с бел. — «грёза; сновидение; видение в состоянии полусна») — белорусская советская хард-рок группа из Минска. Существовала с 1981 по 1994 год. В этой группе начал свою музыкальную карьеру Лявон Вольский.

## История

### Советский период

#### Ранние годы
Датой основания группы считается 7 ноября 1981 года, когда в актовом зале Минского художественного училища имени Глебова состоялся первый концерт, в котором группа исполнила песни «Машины времени». Группа была основана Лявоном Вольским и Владимиром Давыдовским, студентами второго курса этого же учебного заведения и первое время носила название «Эскалатор». Вольский пел и играл на синтезаторе, а Давыдовский играл на гитаре. Позже к группе присоединился школьный знакомый Давыдовского Юрась Левков, который начал играть на бас-гитаре, а затем к группе примкнул одногруппник Вольского Олег Демидович, который сел за барабаны. Кроме песен «Машины времени» в этот период группа также исполняла песни группы «Воскресение», песни на стихи поэта Арсения Тарковского и песни собственного сочинения на русском языке. В конце 1981 года группа сменила название с «Эскалатор» на «Мроя» и постепенно перешла на исполнение белорусскоязычных песен собственного сочинения. Группа выступала в своём училище, на различных открытых площадках и на танцах. В 1984 году все участники группы, кроме Юрася Левкова, были призваны служить в армию.

#### Перестройка
Летом 1986 года группа собралась снова. Было записано несколько магнитоальбомов: «Стары храм», «Зрок». В 1987 году товарищество «Талака» (молодёжная организация, существовавшая в БССР во время Перестройки и занимавшаяся культурно-просветительской деятельностью) организовала поход против строительства Двинской ГЭС в Латвийской ССР. В походе приняли участие и музыканты группы «Мроя», за что были лишены репетиционной точки в Доме литератора.
Летом 1987 года в газете «Советская Белоруссия» вышла статья «Найти своё лицо. О некоторых тенденциях развития рок-музыки в республике». В статье помимо прочего автор выражал сомнение в профессионализме некоторых современных белорусских групп, в том числе и группы «Мроя». По мнению автора «исполнение народной колядки в стиле метал больше походит на профанацию музыки». В октябре 1988 года в газете «Вечерний Минск» вышла статья «Пена на волне перестройки», где были подвергнуты критике музыканты (в том числе и группа «Мроя») принимавшие участие в концерте в минском ГПТУ-72. Музыканты были обвинены во внушении молодёжи «духа экстремизма». «Мроя» написала ответ на эти обвинения, который был опубликован в газете «Літаратура і мастацтва».
В 1988 году на оборудовании радиостанции «Беларуская маладзёжная» был записан альбом «Студыя БМ». Песня «Ён яшчэ вернецца» с альбома победила в хит-параде этой радиостанции, несмотря на протест отдела культуры Мингорисполкома, поскольку у песни не было официального разрешения на исполнение. Голосование в хит-параде шло через почту, в поддержку песни пришло 1155 писем. В следующем году группа победила в этом хит-параде с песней «Вайна».
В 1989 году музыкальные журналисты Анатолий Мельгуй (он же президент минского рок-клуба «Немига») и Витовт Мартыненко отправили письмо на фирму «Мелодия» с просьбой записать этих музыкантов. «Мелодия» отреагировала, отправив в Минск передвижную звукозаписывающую студию, на которой группой был записан альбом «Дваццаць восьмая зорка». Альбом имел тяжёлое звучание, надрывный вокал и социальные тексты и был записан с некоторой примесью арт-рока. Обложку оформили в мрачных «пинкфлойдовских» традициях: Вольский и Демидович сделали из пластилина лица участников группы, обернули их папье-маше и сфотографировали. Незадолго до этих событий группу покинул один из её основателей Владимир Давыдовский. Он посчитал, что не может реализоваться в рамках группы и решил заняться сольной карьерой. На песню «Я рок-музыкант» с этого альбома Белорусское телевидение сняло видеоклип.
В этот период музыканты приняли участие в фестивалях: «Рок-диалог» (Могилёв, 1989), «Рок-богема» (Днепродзержинск, УССР, 1989), «Червона рута» (Черновцы, УССР, 1989), «Rock-Maffia» (Сопот, Польша, 1990), «Belfort-FIMU» (Бельфор, Франция, 1991) и других. Стали лауреатами фестиваля «Наваполацк» (Новополоцк, 1988), получили приз зрительских симпатий на фестивале «Рок-крок» (Гродно, 1988), гран-при на фестивале «Тры колеры» (Минск, 1990), а также стали лауреатами фестиваля «Басовище» (Грудек, Польша, 1991).

### Период независимости
Группа «Мроя» была национально-ориентированной группой, что было актуально во второй половине 1980-х годов. Однако события начала 1990-х годов, а именно распад СССР, обретение Белоруссией независимости и наступление демократии выбили почву из под ног у подобных групп. Многие национально-ориентированных группы в этот период времени прекратили своё существование. Лявон Вольский вспоминает: «Мы не могли себя найти во время расцвета демократии. Мы были борцами и имиджем, и душой. А в то время борьба стала абсолютно ненужной». Тем не менее группа продолжала вялотекущее существование, выпустила несколько сборников: «Лепшыя песьні з альбомаў 1988—1990» и «Выбраныя песьні 1989—1993». В последний сборник вошло и несколько новых песен. В 1993 году, после множественной смены гитаристов, в группу пришёл Пит Павлов.
В 1994 году музыканты упразднили группу «Мроя» и организовали новую группу с тем же составом участников. Новая группа получила название N.R.M., что расшифровывается как «Незалежная Рэспубліка Мроя» (с бел. — «Независимая Республика Мечта»). Был полностью изменён имидж группы. Музыкальный жанр сменился с хард-рока на альтернативный рок. Во второй половине 1990-х годов группа N.R.M. стала одной из ведущих на белорусской рок-сцене.

## Наследие
Группа N.R.M. не исполняла на своих концертах песни группы «Мроя». По словам Вольского, они поначалу пытались обновить некоторые старые песни, но эти песни не подходили под репертуар новой группы. Лишь в альбом «Акустычныя канцэрты канца XX стагодзьдзя» 1999 года было включено несколько песен группы «Мроя». В 2009 году на юбилейном 20-м фестивале «Басовище» музыканты N.R.M. выступили как группа «Мроя», с соответствующем репертуаром. В том же году альбом «Дваццаць восьмая зорка» был переиздан на CD. Для юбилейного 25-го фестиваля «Басовище» Лявон Вольский и ученики белостокской начальной школы № 4 (проект «25 АБ-БА Аркестр») записали новую версию песни «Зямля».
В 2005 году журналист Виктор Дятликович выпустил книгу под названием «Іх Мроя. Іх N.R.M.» об истории этих двух групп. В феврале 2010 года в Минске прошёл концерт под таким же названием. В первом отделении музыканты вышли на сцену как группа «Мроя», во втором отделении как группа N.R.M.
В 2015 году музыкальным порталом «Тузін Гітоў» на основе опроса 90 экспертов был составлен рейтинг «100 величайших белорусских песен». В этот список вошли три песни группы «Мроя»: «Краіна крывавых дажджоў» (на 70-м месте), «Зямля» (на 61-м месте) и «Я рок-музыкант» (на 57-м месте).
В 2015 году украинский поэт и музыкант Сергей Жадан вместе с группой «Собаки в космосе» записали на украинском языке песню «Я рок-музыкант». Позже на неё был снят видеоклип.

## Дискография
- Стары храм (1986)
- Зрок (1987)
- Студыя БМ (1989)
- Дваццаць восьмая зорка (1990)
- Біяполе (1991)

Сборники
- Лепшыя песьні з альбомаў 1988—1990 (1992)
- Выбраныя песьні 1989—1993 (1993)

## Участники
- Лявон Вольский — вокал, клавиши (1981—1994)
- Владимир Давыдовский — гитара (1981—1989)
- Юрась Левков — бас-гитара (1981—1994)
- Олег Демидович — барабаны, вокал (1981—1994)
- Сергей Лоскутов — барабаны, затем гитара (1981)
- Венедикт Конев-Петушкевич — гитара (1989—1992)
- Олег Пипин — гитара (1992)
- Леонид Ширин — гитара (июль, 1992)
- Виктор Шот — гитара (сентябрь, 1992)
- Юрась Тенкевич — перкуссия (1992)
- Виктор Смольский — гитара (1993)
- Пит Павлов — гитара (1993—1994)